# Маграмов, Абдулмажид Варисович
Абдулмажид Варисович Маграмов (род. 11 ноября 1956, с. Цовкра-2, Кулинский район, Дагестанская АССР, РСФСР, СССР) — российский предприниматель, государственный и политический деятель, депутат Государственной Думы VII созыва. Член фракции «Единая Россия», член комитета Госдумы по международным делам..

## Биография
Абдулмажид Варисович Маграмов родился 11 ноября 1956 года в селе Цовкра-2 Кулинского района Дагестанской АССР. По национальности — лакец. Женат, имеет двух детей.

## Профессиональная деятельность
В 1981 году окончил Московский гидромелиоративный институт. Кандидат экономических наук.
С 1981 г. по 1985 г. работал в системе «Главдагестанводстроя».
С 1985 г. по 1992 г. работал научным сотрудником в Московском гидромелиоративном институте.
С 1997 г. по 2002 г. — Генеральный директор ООО "Торговый дом «СЕВЕРНЫЙ».
С 2002 г. по 2016 г. — Генеральный директор ООО "Фирма «Альтаир».
18 сентября 2016 года избран депутатом Государственной Думы по одномандатному избирательному округу № 12.

## Законотворческая деятельность
С 2016 по 2019 год, в течение исполнения полномочий депутата Государственной Думы VII созыва, выступил соавтором 98 законодательных инициатив и поправок к проектам федеральных законов.

## Награды и звания
- Почетная грамота республики Дагестан
- Почетная грамота Ярославской области.
- Юбилейный знак «За подготовку к 1000-летию города Ярославля»
- Юбилейная медаль «60 лет Победы в Великой Отечественной войне 1941—1945 гг.»
- Медаль «В память 850-летия Москвы»
- Юбилейный знак «85 лет Пограничной Академии ФСБ России»
- Юбилейная медаль «90 лет Пограничных войск»
- Заслуженный строитель республики Дагестан[7]